# I Need You (Paul Carrack)
I Need You is een nummer van de Britse zanger Paul Carrack uit 1983. Het is de eerste single van zijn tweede soloalbum Suburban Voodoo.
"I Need You" is een rustige ballad die gaat over een man die niets anders nodig heeft dan zijn geliefde. Het nummer flopte in Carracks thuisland het Verenigd Koninkrijk, maar werd wel een bescheiden hit in Amerika, Australië en het Nederlandse taalgebied. In de Nederlandse Top 40 bereikte het de 15e positie, en in de Vlaamse Radio 2 Top 30 de 19e. Hiermee was het Carracks eerste Nederlandse solohit, na eerder al als zanger van de band Ace (How Long) in de hitlijsten te hebben gestaan.

## Tracklijst
- 7"

1. "I Need You" - 2:47
2. "Call Me Tonight" - 3:05